# Complesso maggiore di istocompatibilità
Il complesso maggiore di istocompatibilità o, in inglese, major histocompatibility complex (MHC) è un gruppo di geni polimorfici costituito da 30 unità (tuttora individuate), localizzato sul braccio corto del cromosoma 6 (nel topo sul cromosoma 17).
Le più conosciute codificano per proteine espresse sulla membrana cellulare le quali hanno la funzione di farsi riconoscere da parte dei linfociti T, ma contiene i geni anche di altri importanti peptidi come la 21 idrossilasi, le frazioni del complemento C4B, C4A, BF e C2, la proteina chaperone HSP70 (Heat Shock Proteins cioè proteine indotte da danno termico) e i geni della famiglia del TNF (Tumor Necrosis Factor o Fattore di Necrosi Tumorale).
I prodotti genici tipici del complesso MHC sono proteine che, in cellule tissutali nucleate infettate, legano molecole tipiche del patogeno e le espongono sulla membrana. Prendono così funzione di antigeni che rendono visibili le cellule infette ai recettori dei linfociti T. Infatti, mentre i prodotti dei geni MHC-I sono antigeni direttamente implicati nel fenomeno del rigetto, quelli che derivano dall'MHC-II sono attivi nei fenomeni di cooperazione cellulare che si verificano nell'ambito della risposta immunitaria.
Nell'uomo l'MHC prende il nome di Human leukocyte antigen (HLA). Tale sistema di istocompatibilità è formato da molecole collocate sulla superficie cellulare che agiscono come antigeni: a contatto col sistema immunitario di un soggetto, generano una risposta immunitaria poiché riconosciute come estranee.
Il sistema dell'HLA è alla base del rigetto nel trapianto. Se le cellule del tessuto trapiantato non hanno i medesimi antigeni HLA del ricevente (ovvero il tessuto non è HLA-compatibile), il tessuto viene riconosciuto come estraneo, offensivo, e rigettato. Per questa ragione, per mezzo di un procedimento detto di tipizzazione tissutale, prima delle operazioni si accerta che i due soggetti (donatore e ricevente) siano HLA-compatibili.

## Storia e origine del nome
La scoperta del MHC nel topo è frutto di studi sul rigetto da trapianto effettuati negli anni quaranta da George Snell. All'epoca era già noto che il trapianto di tessuti su animali diversi causava rigetto, cosa che non accadeva tra gemelli identici. Snell dimostrò che una singola regione genica è responsabile del rigetto e la chiamò locus maggiore di istocompatibilità. In particolare Snell analizzò la regione H-2 legata all'antigene II. La visione di ricombinazioni all'interno del locus permise di capire che questa regione conteneva numerosi geni tutti coinvolti nel rigetto e prese il nome di complesso maggiore di istocompatibilità.
Per quanto riguarda l'uomo, le ricerche vennero effettuate dal team di Jean Dausset e Jan van Rood per comprendere meglio come persone che avevano ricevuto numerose trasfusioni o dei trapianti possedessero anticorpi che riconoscevano le cellule dei donatori. Si scoprì che queste cellule esprimevano delle proteine che erano riconosciute dagli anticorpi e vennero chiamate antigeni leucocitari umani o HLA (Human Leukocyte Antigens).
Successive analisi dimostrarono che le strutture proteiche di H-2 e di HLA sono identiche. Si concluse, quindi, che i geni che provocano rigetto sono presenti in tutte le specie di mammiferi, e vennero chiamati geni MHC. 
Ciò apparve strano per molti anni perché il trapianto non è un processo fisiologico, e non avrebbe senso possedere geni che lo regolino. Dopo quasi vent'anni dai precedenti esperimenti, il team di Baruj Benacerraf e Hugh McDevitt scoprì che la loro importanza è molto più rilevante e riguarda l'incapacità di sintesi di anticorpi specifici contro alcuni peptidi.

## Struttura delle molecole MHC
Ogni molecola MHC contiene una tasca posta nella porzione extracellulare e una coppia di domini Ig legati alla membrana cellulare. La tasca, che è costituita da due α-eliche appoggiate su un foglietto-β costituito da 8 filamenti, è la regione che contiene gli amminoacidi polimorfici che determinano le differenze fra MHC. I domini Ig, che non sono polimorfi, contengono il sito di legame per i recettori dei linfociti T. I linfociti T helper CD4+ riconoscono solo MHC di classe II, mentre i linfociti CD8+ solo le MHC di classe I e solo con il legame al complesso peptide-MHC (e non solo peptide) essi possono innescare la risposta immunitaria. Questo è detto fenomeno della restrizione MHC e fu scoperto per la prima volta da Rolf Zinkernagel e Peter Doherty in una serie di studi nel 1974.

### MHC di classe I
Le molecole MHC di prima classe sono costituite da 2 catene legate non covalentemente: la catena α e la catena β2-microglobulina che non è codificata nel MHC. La tasca per il legame del peptide è contenuto nella catena α. Il complesso è completo solo con il legame del peptide che stabilizza le due catene e ne permette l'espressione sulla superficie cellulare.

### MHC di classe II
Le molecole MHC di seconda classe sono costituite da 2 catene legate non covalentemente: la catena α (di 32-34 kD) e la catena β (di 29-32 kD) entrambe codificate dal MHC. La tasca per il legame con il peptide è costituita per metà da una e per metà dall'altra: ogni catena contribuisce con una α-elica e 4 filamenti del foglietto β. Nella porzione extracellulare ogni catena possiede un dominio Ig: α2 e β2 (β2 contiene il sito di legame per CD4).

## Legame con il peptide
Come spiegato, ogni molecola MHC possiede una sola tasca accogliente l'antigene che può legare un solo peptide alla volta, ma peptidi diversi in tempi diversi. I peptidi che possono legarsi dipendono dalle classi di MHC: MHC-I possono accogliere peptidi con 8-11 amminoacidi, mentre gli MHC-II tra i 10 e i 30 aa. Il legame peptide-MHC nasce in fase di assemblaggio e serve a stabilizzare il complesso per permettere la sua espressione sulla superficie cellulare e per questo la velocità di dissociazione è molto lenta. Questo naturalmente permette un'emivita molto lunga che consente ai linfociti T di incontrare l'antigene.
Infine le molecole MHC non sono capaci di discriminare fra peptidi self e non self: si legano a qualsiasi peptide che abbia subito un processamento. La capacità di riconoscere o meno come self un peptide esposto appartiene ai linfociti T, capacità che viene acquisita durante la maturazione.

### Dettagli strutturali
Tra MHC e peptide si viene a formare un legame non covalente tra i residui presenti nella tasca. Una volta avvenuto il legame il peptide e le molecole d'acqua che lo solvatano vanno a riempire completamente la tasca prendendo contatti con le pareti e il pavimento che la costituiscono. In genere le molecole MHC presentano, a livello della tasca, delle nicchie che possono interagire con amminoacidi specifici (idrofobici o basici) oppure essere complementari a determinate catene laterali degli amminoacidi. In questo ultimo caso i residui vengono denominati residui àncora visto il loro coinvolgimento nel legame con la molecola MHC.
L'importanza del polimorfismo si riscontra proprio qui: solo la capacità delle MHC di legarsi specificamente ad un peptide permette a questo di essere riconosciuto dai linfociti e di innescare la risposta immunitaria verso di esso.

## Altre proteine del complesso MHC
Esistono poi altre molecole del complesso MHC che hanno forma e funzioni spesso correlate alle classi 1 e 2:
- HLA-B: presente in diverse specie in numerose varianti, riconosce e presenta al sistema immunocompetente peptidi virali o batterici attivando i linfociti citotossici.
- HLA-E: poco espresso, lega le sequenze leader prodotte durante la sintesi del MHC di classe 1, serve a inibire le cellule NK.
- HLA-F: presente sui linfociti B è monomorfica e lega oligosaccaridi estranei.
- HLA-G: inibisce le cellule NK durante lo sviluppo embrionale.
- HLA-H: Implicata a livello intestinale nell'assorbimento del ferro.
- MIC-A e MIC-B: espresse nei fibroblasti e nell'endotelio se sottoposti a stress, attivano i linfociti NK e linfociti T γδ.

## Geni MHC

La regione dell'HLA nel cromosoma 6

Il locus MHC è presente nel braccio corto del cromosoma 6 e si estende per 3500 kb occupando quindi un grosso segmento del DNA. Le frequenze di ricombinazione si aggirano intorno al 4%. I geni MHC sono altamente polimorfici e sono espressi in modo codominante: ogni individuo esprime entrambi gli alleli ereditati dai genitori consentendo di avere il numero più elevato di MHC disponibile.
Ogni locus è diviso in 3 regioni dette della classe I, classe II e classe III. Quest'ultimo, non più chiamato in questo modo, codifica per molecole diverse da quelle che espongono il peptide ma comunque correlate all'MHC (TNF-α e C4B, C4A, C2 e Fattore B del complemento).
La regione della classe I contiene i geni 3 geni per le molecole MHC di classe I (HLA-A, HLA-B e HLA-C) e di altre molecole MHC (HLA-E, HLA-F, HLA-G, HLA-H, MIC-A, MIC-B)
La regione della II è a sua volta divisa nei 3 loci HLA-DP, HLA-DQ e HLA-DR che contengono 2 geni ciascuno (A e B) che codificano per le due catene α e β. Contiene inoltre i geni TAP1 e TAP2 che codificano per TAP, il trasportatore di peptidi importante per la via del MHC di classe I, ed LMP-2 e LMP-7, che codificano per componenti del complesso citoplasmatico noto come proteasoma.

### Polimorfismo dei geni MHC
I geni dell'MHC sono polimorfici e questo polimorfismo è particolarmente marcato, cioè molti di questi geni possono assumere forme diverse. I polimorfismi non sono distribuiti casualmente e la variabilità più alta si trova nelle α-eliche e nei β-foglietti che costituiscono in sito di legame con il peptide. La definizione univoca degli alleli di ogni singolo locus è stata affrontata a partire dal 1967 ad opera di un comitato dell'Organizzazione Mondiale della Sanità.
L'operazione di definizione dei differenti alleli che caratterizzano un individuo prende il nome di determinazione dell'aplotipo o anche, nell'uomo, di tipizzazione HLA.
Il polimorfismo dei geni MHC è di grande rilevanza nel definire qualità e quantità della risposta immunitaria di un individuo. È un fatto noto che organismi diversi si comportino in maniera diversa di fronte ad agenti esterni.

## Espressione sulle cellule
Le due classi di molecole MHC sono espresse in modo differente dalle cellule dell'organismo:
- classe I: su quasi tutte le cellule nucleate, la sua presenza o meno è uno dei metodi per stabilire se una cellula è self o meno;
- classe II: sulle cellule che presentano l'antigene quindi cellule dendritiche, macrofagi e linfociti B (in realtà si differenziano tipi cellulari in cui l'espressione degli MHC di tipo II è costitutiva o inducibile: esempio del primo tipo è l'epitelio timico della corticale mentre nel secondo caso annoveriamo le cellule endoteliali).

L'espressione cambia anche durante la risposta immunitaria. Svariate citochine come IFN-α, IFN-β e IFN-γ inducono l'aumento di MHC di classe I in risposta ad agenti virali. IFN-γ è anche responsabile dell'aumento di MHC di classe II sui macrofagi. L'aumento di espressione di MHC-II può venire anche da stimoli di recettori specializzati per legare antigeni (Toll-Like Receptor e anticorpi per i linfociti B).
In particolare, le citochine aumentano l'espressione stimolando la trascrizione dei geni agendo su fattori di trascrizione. Tali fattori, una volta attivati, legano una proteina detta l'induttore di trascrizione della classe II (o CIITA, Class II Transcription Activator). La mancanza di questi fattori provoca la cosiddetta sindrome del linfocita nudo in quanto manca l'espressione delle molecole MHC.

## Processazione dell'antigene ed associazione a MHC
Le APC trasformano gli antigeni proteici in peptidi da associare a MHC di classe I o II. In base all'origine della proteina, dal citosol o dallo spazio extracellulare, i peptidi formati vengono legati alle MHC rispettivamente di classe I e classe II. Il complesso così formato viene poi espresso sulla superficie cellulare per il riconoscimento da parte dei linfociti T. L'associazione tra il dimero MHC e il peptide antigenico è necessaria per garantire stabilità alla molecola. Esiste anche un caso particolare di cross-presentazione nella quale antigeni provenienti dallo spazio extracellulare vengono eccezionalmente legati alle molecole MHC di classe I. Le due strade con cui può avvenire la processazione sono chiamate via dell'MHC di classe I e via dell'MHC di classe II.

## Associazione fra HLA e malattie
Si è verificato statisticamente che esistono alcune malattie che risultano colpire con maggiore frequenza individui con un certo aplotipo HLA. Per alcune l'associazione è piuttosto forte, per altre più sfumata. Non sono noti i motivi di questo fatto. Fra le malattie che presentano questa associazione si possono segnalare la Spondilite Anchilosante, il Diabete Mellito Insulino Dipendente, l'Artrite Reumatoide, la Celiachia e la Sclerosi multipla.